# Vitorlázás az 1980. évi nyári olimpiai játékokon
Az 1980. évi nyári olimpiai játékokon a vitorlázás hat számot bonyolítottak le.

## Éremtáblázat
(A rendező ország csapata eltérő háttérszínnel, az egyes számoszlopok legmagasabb értéke, vagy értékei vastagítással kiemelve.)
| Az 1980. évi nyári olimpiai játékok éremtáblázata vitorlázásban | Az 1980. évi nyári olimpiai játékok éremtáblázata vitorlázásban | Az 1980. évi nyári olimpiai játékok éremtáblázata vitorlázásban | Az 1980. évi nyári olimpiai játékok éremtáblázata vitorlázásban | Az 1980. évi nyári olimpiai játékok éremtáblázata vitorlázásban | Olimpia  |
| --------------------------------------------------------------- | --------------------------------------------------------------- | --------------------------------------------------------------- | --------------------------------------------------------------- | --------------------------------------------------------------- | -------- |
|                                                                 | Ország                                                          | Arany                                                           | Ezüst                                                           | Bronz                                                           | Összesen |
| 1.                                                              | Brazília (BRA)                                                  | 2                                                               | 0                                                               | 0                                                               | 2        |
| 2.                                                              | Szovjetunió (URS)                                               | 1                                                               | 1                                                               | 1                                                               | 3        |
| 3.                                                              | Dánia (DEN)                                                     | 1                                                               | 1                                                               | 0                                                               | 2        |
| 4.                                                              | Finnország (FIN)                                                | 1                                                               | 0                                                               | 1                                                               | 2        |
| 5.                                                              | Spanyolország (ESP)                                             | 1                                                               | 0                                                               | 0                                                               | 1        |
|                                                                 |                                                                 |                                                                 |                                                                 |                                                                 |          |
| 6.                                                              | Ausztria (AUT)                                                  | 0                                                               | 2                                                               | 0                                                               | 2        |
| 7.                                                              | NDK (GDR)                                                       | 0                                                               | 2                                                               | 0                                                               | 2        |
| 7.                                                              | Írország (IRL)                                                  | 0                                                               | 1                                                               | 0                                                               | 1        |
|                                                                 |                                                                 |                                                                 |                                                                 |                                                                 |          |
| 9.                                                              | Görögország (GRE)                                               | 0                                                               | 0                                                               | 1                                                               | 2        |
| 9.                                                              | Magyarország (HUN)                                              | 0                                                               | 0                                                               | 1                                                               | 1        |
| 9.                                                              | Olaszország (ITA)                                               | 0                                                               | 0                                                               | 1                                                               | 1        |
| 9.                                                              | Svédország (SWE)                                                | 0                                                               | 0                                                               | 1                                                               | 1        |
|                                                                 |                                                                 |                                                                 |                                                                 |                                                                 |          |
| Összesen                                                        | Összesen                                                        | 6                                                               | 6                                                               | 6                                                               | 18       |

## Érmesek

### Férfi
| Az 1980. évi nyári olimpiai játékok férfi érmesei vitorlázásban |                                                 |                                             |                                                    |
| Versenyszám                                                     | Arany                                           | Ezüst                                       | Bronz                                              |
| Finn dingi                                                      | Esko Rechardt · Finnország (FIN)                | Wolfgang Mayrhofer · Ausztria (AUT)         | Andrej Balasov · Szovjetunió (URS)                 |
| 470-es osztály                                                  | Brazília (BRA) · Marcos Soares · Eduardo Penido | NDK (GDR) · Jörn Borowski · Egbert Swensson | Finnország (FIN) · Jouko Lindgrén · Georg Tallberg |

### Nyílt számok
| Az 1980. évi nyári olimpiai játékok érmesei vitorlázásban |                                                                            |                                                                                 |                                                                                                |
| Versenyszám                                               | Arany                                                                      | Ezüst                                                                           | Bronz                                                                                          |
| Soling                                                    | Dánia (DEN) · Valdemar Bandolowski · Erik Hansen · Poul Richard Høj Jensen | Szovjetunió (URS) · Alekszandr Budnyikov · Borisz Budnyikov · Nyikolaj Poljakov | Görögország (GRE) · Anasztásziosz Bundúrisz · Anasztásziosz Gavrílisz · Arisztídisz Rapanákisz |
| Repülő hollandi                                           | Spanyolország (ESP) · Alejandro Abascal · Miguel Noguer Castellvi          | Írország (IRL) · David Wilkins · James Wilkinson                                | Magyarország (HUN) · Detre Szabolcs · Detre Zsolt                                              |
| Tornádó osztály                                           | Brazília (BRA) · Lars Sigurd Bjorkström · Alexandre Welter                 | Dánia (DEN) · Peter Due · Per Kjærgaard Nielsen                                 | Svédország (SWE) · Göran Marström · Jörgen Ragnarsson                                          |
| Csillaghajó                                               | Szovjetunió (URS) · Valentin Mankin · Aleksandrs Muzičenko                 | Ausztria (AUT) · Karl Ferstl · Hubert Raudaschl                                 | Olaszország (ITA) · Giorgio Gorla · Alfio Peraboni                                             |